# Modest Moreno i Morera
Modest Moreno i Morera   (Ripoll, 5 d'abril de 1956 - Ripoll, 23 d'abril de 2025) va ser un organista, compositor i musicòleg català.

## Biografia
Va ser divulgador de la música hispana, des de l'antiga fins a la contemporània, i de l'Escola de Montserrat. Juntament amb la discogràfica Edicions Albert Moraleda va iniciar la col·lecció «Orgues notables de Catalunya».
Va ser l'autor del monogràfic Les campanes del Reial Monestir de Santa Maria de Ripoll: una aproximació musical, i del recull d'assaigs Sobre música, ambdós editats per l'Ajuntament de Ripoll i el Patronat del Monestir de Santa Maria de Ripoll. En investigació musicològica, va ser autor de Notes sobre la teoria musical de l'edat mitjana al Monestir de Ripoll, un estudi sobre un orgue del centellenc Francesc Galtayres de l'església de Sant Pere de Ripoll; la revisió, estudi i transcripció dels Versos de primer to de Lluís Brusi i del Tema amb variacions del monjo montserratí Benet Brell, publicats pel Centre d'Estudis Comarcals del Ripollès; Obres per a orgue, recull de peces inèdites de l'Escola montserratina i de Josep Elies, i la Peça d'orgue d'Anselm Ferrer, editats també per l'Ajuntament de Ripoll. El 2019 va començar una sèrie d'articles de divulgació sobre els monjos músics de Montserrat.